# Axylia triseriata
Axylia triseriata är en fjärilsart som beskrevs av Moore 1888. Axylia triseriata ingår i släktet Axylia och familjen nattflyn. Inga underarter finns listade i Catalogue of Life.